# Shishmaref
Shishmaref is een plaats (city) in de Amerikaanse staat Alaska, en valt bestuurlijk gezien onder Nome Census Area.

## Demografie
Bij de volkstelling in 2000 werd het aantal inwoners vastgesteld op 562.
In 2006 is het aantal inwoners door het United States Census Bureau geschat op eveneens 562.

## Geografie
Volgens het United States Census Bureau beslaat de plaats een oppervlakte van
18,8 km², waarvan 7,2 km² land en 11,6 km² water.

## Klimaatverandering
Shishmaref wordt ernstig bedreigd door de opwarming van de Aarde. De grond wordt losser doordat de permafrost langzaam smelt, de zeespiegel stijgt en de intensiteit van herfststormen neemt toe, met als gevolg dat een deel van het eiland wegslaat. Binnen tien jaar moeten de Inupiaq inuit, het volk dat er leeft emigreren.

## Plaatsen in de nabije omgeving
De onderstaande figuur toont nabijgelegen plaatsen in een straal van 120 km rond Shishmaref.